# Pahuirachi
Pahuirachi är en ort i Mexiko.   Den ligger i kommunen Guerrero och delstaten Chihuahua, i den nordvästra delen av landet, 1 300 km nordväst om huvudstaden Mexico City. Pahuirachi ligger 2 106 meter över havet och antalet invånare är 213.
Terrängen runt Pahuirachi är huvudsakligen platt, men åt sydost är den kuperad. Runt Pahuirachi är det mycket glesbefolkat, med 7 invånare per kvadratkilometer. Närmaste större samhälle är La Junta, 16,6 km öster om Pahuirachi. Trakten runt Pahuirachi består till största delen av jordbruksmark.